# Sociedad por acciones

Representación Gráfica de una Asamblea de accionistas

Una sociedad por acciones (S. p. A.) es un tipo de sociedad mercantil cuyo capital social está dividido en acciones. En estas los accionistas pueden comprar y vender acciones de la empresa. Cada accionista posee acciones de la empresa en proporción, evidenciada por sus acciones (certificados de propiedad). Los accionistas pueden transferir sus acciones a otros sin que ello afecte a la existencia continuada de la empresa.
En el derecho de sociedades actual, la existencia de una sociedad por acciones suele ser sinónimo de incorporation (posesión de personalidad jurídica independiente de los accionistas) y responsabilidad limitada (los accionistas sólo responden de las deudas de la sociedad por el valor del dinero que han invertido en ella). Por lo tanto, las sociedades por acciones se conocen comúnmente como sociedades anónimas o sociedades limitadas.

## Regulación por países

### Chile
En Chile, la figura de las Sociedades por Acciones (SpA) fue establecida el 17 de mayo de 2007 en la promulgación de la Ley 20.190. El objetivo principal de esta ley fue introducir adecuaciones tributarias e institucionales clave para el fomento de la industria de capital de riesgo. La implementación de las SpA representó un avance notable en la estructura empresarial chilena, buscando facilitar la inversión en emprendimientos y empresas emergentes, especialmente en sectores innovadores y de alto potencial.
Lo anterior se puede evidenciar en que en la actualidad las SpA representan el porcentaje mayor de empresas creadas en el país. Según informa el Ministerio de Economía a través de su Registro de Empresas y Sociedades, representaron el 71.42% de las empresas creadas durante octubre de 2023.
La SpA es la opción más popular en Chile, pues este tipo de empresa se caracteriza a grandes rasgos por ser una figura legal que posee características que le dan flexibilidad y libertades que otros tipos de empresas no tienen. Entre estás características se pueden mencionar: 
1. Flexibilidad y Simplificación: Las SpA destacan por su estructura corporativa flexible y simplificada, una ventaja considerable frente a formas más tradicionales como las sociedades anónimas y las sociedades de responsabilidad limitada. Esta flexibilidad se refleja en aspectos como la razón social que tiene como único requisito concluir con la expresión SpA. Además, su objeto social permite a las SpA realizar diversas actividades comerciales simultáneamente, lo cual es ideal para empresas con ambiciones diversificadas.
2. Gestión y Administración: Las SpA ofrecen varias opciones de gestión y administración, adaptándose a las necesidades específicas de los socios. Pueden optar por distintos tipos de administración como lo son: a. Administración conjunta; b. Administración indistinta; c. Administración conjunta e indistinta; d. Directorio; e. Gerente; f. Otras.[5] Esta flexibilidad en su gestión y administración es crucial para empresas que requieren estructuras de gestión ágiles y personalizadas. Además, los cambios en la composición de los socios, como la entrada o salida, se pueden realizar con relativa facilidad a través de la compraventa de acciones, lo que facilita la adaptabilidad y evolución de la empresa.
3. Accionista Único: Una característica distintiva de las SpA es la posibilidad de tener un único accionista, lo que permite a un solo individuo o entidad mantener el control total de la empresa. Esto es particularmente beneficioso para emprendedores individuales que desean mantener una toma de decisiones centralizada y una responsabilidad limitada. La responsabilidad de los accionistas se limita al monto de sus aportes, lo que significa que en caso de dificultades financieras, solo se compromete el capital invertido en la sociedad, protegiendo el patrimonio personal de los accionistas.
4. Aspectos Legales y Tributarios: Las SpA deben cumplir con ciertos requisitos legales y tributarios, como tener una dirección registrada y representantes legales que cumplan con características específicas. La contabilidad puede ser completa o simplificada. [6]

Estas características hacen de las SpA una opción atractiva para emprendedores y pequeñas empresas en Chile, proporcionando una estructura empresarial que equilibra flexibilidad, control y protección legal.

### Colombia
En Colombia se implementaron las sociedades por acciones simplificadas (S. A. S.), cuyo fin es la reducción de costos y burocracia en la organización empresarial, mediante la Ley 1258.

Es importante que todo el país conozca la razón de ser de esta nueva herramienta cuyo propósito principal es la facilitación de negocios, en la medida en que los empresarios pueden acceder a un modelo societario que les permite crear empresa y hacerla crecer rápidamente, sin tener que cambiar de clase de asociación en el transcurso del tiempo, como sucede en la actualidad.
Luis Guillermo Plata, ministro de Comercio, Industria y Turismo.

 Además, estas sociedades se pueden conformar con uno o más socios.

### Francia
En Francia existen tres tipos de sociedades por acciones:
- Sociedad anónima (société anonyme, S. A.).
- Sociedad por acciones simplificada (société par actions simplifiée, S. A. S.).
- Sociedad en comandita por acciones (société en commandite par actions, S. C.).